# Mound Builders

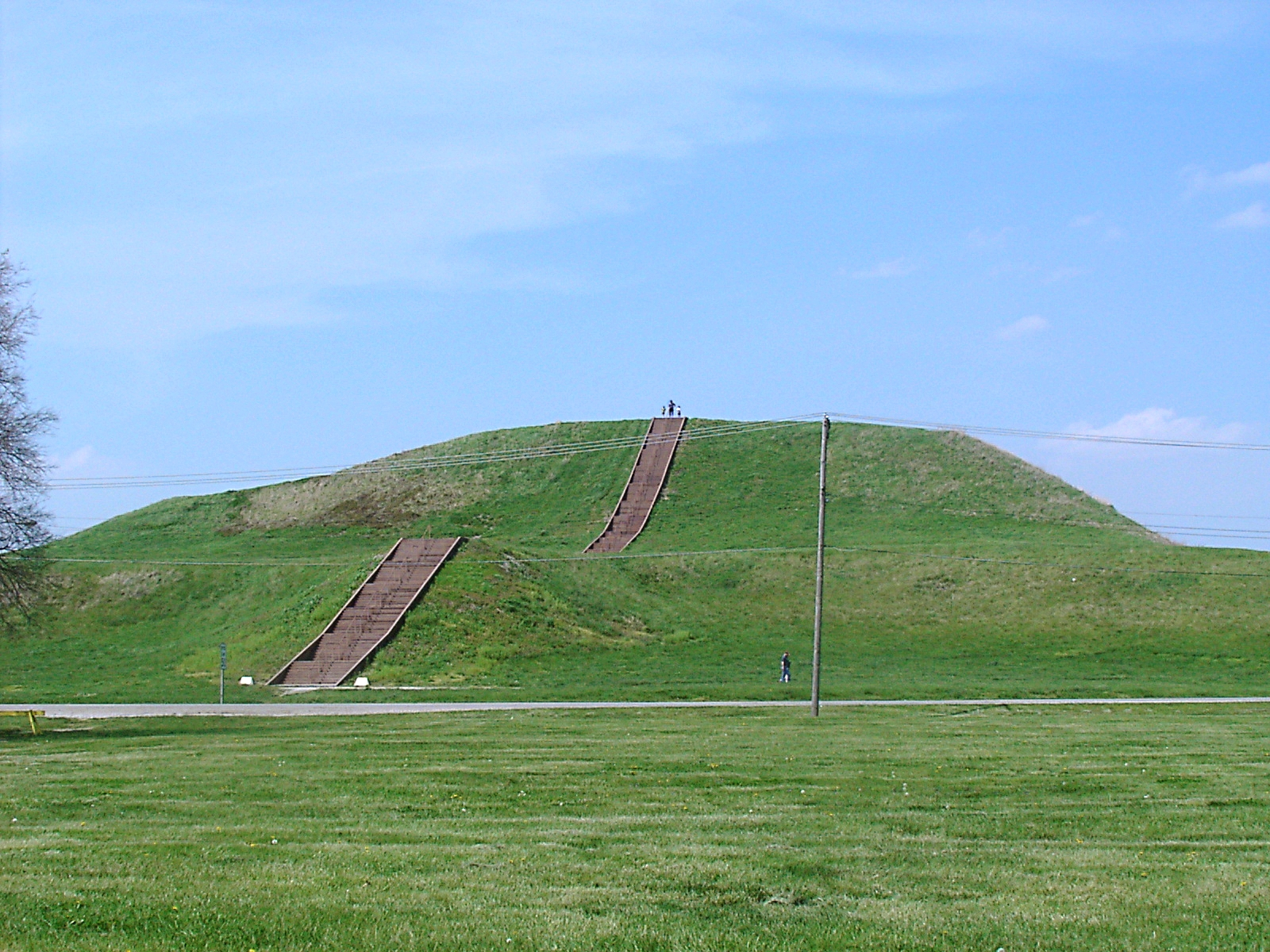
Il Monks Mound di Cahokia, testimonianza della cultura dei Mound Builders, situato in Illinois

Il termine Mounds Builders (letteralmente costruttori di tumuli) indica un insieme di culture precolombiane originarie degli Stati Uniti orientali, caratterizzate dalla costruzione di tumuli, strutture piramidali ed enormi effigie di animali in terra.

## Storia
Esse si svilupparono nella fase Arcaica della preistoria americana e proseguirono fino al XV secolo. I tumuli più antichi rinvenuti sono quelli del sito arcaico di Watson Brake, nella Louisiana nord-orientale, che sono datati al 3500 a.C. Le aree di maggiore sviluppo sono la costa atlantica e la pianura del Mississippi. Si stima che avessero costruito diverse migliaia di tumuli, ma in gran parte sono stati distrutti dall'erosione e dalle macchine agricole.